# 波間信子
波間 信子（はま のぶこ、1953年1月3日 - ）は、日本の漫画家。長野県長野市出身。

## 人物・来歴
高校在学中に漫画同好会を創設。1970年、17歳の時に第4回講談社少年少女まんが作品募集で入選。同年『別冊少女フレンド18号』に掲載された「ダニエル」でデビュー。代表作は、『BE・LOVE』（講談社）で連載された盲導犬を題材とする「ハッピー!」で、続編「ハッピー! ハッピー♪」を含めると約25年にもわたって連載された。
影響を受けた漫画家は、ちばてつや、矢代まさこ。

## 作品リスト
下段は同時収録作品（判明している作品のみ）、全て講談社からの発行。

### 1970年代
- 朝日の中のあいつ（1972年）
  - 花の咲く箱庭
  - 4.5畳南向き
  - 子づれドロボー健
- 幸のゆりかご（1974年）
  - どろんこ花よめ16さい
  - 高校結婚異議な〜し!
  - ミスおふくろの初恋
- ただいま先生!（1974年）
  - ピョンは友だち
- 青春一年生（1975年）
  - サンジェルマン花通り
  - 赤ちゃんの出席簿
  - ママンの戦争
- ノンの熱い日（1975年）
  - コスモスちゃん一等賞!
  - 花嫁コスモスちゃん
  - ミルクとレモン
- たんぽぽ空へ!（1977年、全2巻）
  - 海鳥とんだ
  - アイビー校舎の仲間たち
- 朝日の中のあいつ（1977年）
- とべとべトンキー（1977年）
  - 17歳の砂時計
- セーラー服とエプロン（1977年）
  - 若草色のメッセージ
- かもめふたりぼっち（1978年）
  - 智クンのビキニ
  - ホワイト・バースデイ
  - 星のタロベエ
- あずさ光の中へ（1978年）
- おしゃれ航路（1979年）
- はっぴい! ソック・ホップ（1979年）
  - はつこい金太郎
  - 恋のトリプル・ストローク

### 1980年代
- ポケットいっぱいの海（1980年）
  - まぶしいまなざし
  - いじっぱりラブストーリー
  - 翔べ! 夏の日に
- 瞳とじればあいつ（1981年）
  - 7daysどりー夢
  - 広海くんSOS
  - たった一人の観客
  - 平均台の17歳
- GO! GO! 12歳（1982年）
  - 初恋ラストスパート
- アスピリンエイジ（1983年）
  - 渚のDO
- ×（ペケ）組通信（1984年）
- ストロベリー・ロマンス（1984年）
- 恋してエスパー!（1985年）
- きみは愛でぼくは歌で（1986年）
  - バージン・ウォーズ20
- もっともっと先生（1987年）
- 駆けぬけたセレナーデ（1987年）
  - ハートブレイク・ラブチャンス
- 天使を抱きしめて（1988年）
  - 愛の見える日
  - 愛のような春・春のような愛
- 大きな愛をあいがとう（1989年）
  - 帰郷
  - ホワイト・ウエディング
  - 海は優しい

### 1990年代以降
- ホット・コミュニケーション（1990年、全2巻）
- ラブ・イズ・オール（1991年）
  - アフター・ウエディング
  - 夢の恋
  - こぼれ豆咲いた
- ファミリーの四季（1993年）
- 娘が母に近づく時（1993年）
  - 菜生子の選択
  - 和樹
  - 想い出預かりました
- 春の足音（1994年）
  - 他人の亭主は羽ぶとん
  - 聖夜
  - 天の岩戸伝説
- ハッピー!（1995年 - 2010年、全33巻）
- ハッピー! ハッピー♪（2010年 - 2020年、全15巻）
- ハッピー!ハッピー♪ 波間信子短編集（2023年[3]）
  - フレンズ（『BE・LOVE』2021年10月号[4]、2021年11月号[5]） - 前後編[4]
  - おひさま（『BE・LOVE』2022年6月号[6]）
  - グッドボーイ（『BE・LOVE』2022年12月号[7]）
  - 2人で生きる 〜グッドガール〜（『BE・LOVE』2023年9月号[8]）
  - 2人で生きる アイコンタクト（『BE・LOVE』2023年12月号[9]）

### コミックス未収録作品
- ダニエル（『週刊少女フレンド』1970年18号）
- ユダという名の少年（『週刊少女フレンド』1970年41号）
- 赤ちゃん童話（『週刊少女フレンド』1970年52号）
- 白いメルヘン（『別冊少女フレンド』1970年12月号）
- 鏡の中にぼくがいた（『週刊少女フレンド』1971年9号）
- とびだした不良ぼうや（『週刊少女フレンド』1971年35号 - 38号）
- われら中学4年生（『別冊少女フレンド』1972年1月号）
- 美しいジャネット（『週刊少女フレンド』1972年31号 - 39号）
- みんなネコになりたい（『別冊少女フレンド』1973年1月号）
- かぎっ子まっち（『週刊少女フレンド』1973年7号 - 9号）
- ミセス同級生（『週刊少女フレンド』1973年25号）
- 小鳥は森にかえった（『別冊少女フレンド』1973年8月号）
- あした走る少年（『別冊少女フレンド』1973年11月号）
- 男サブロー恋やつれ（『ラブリーフレンド』1976年新年号）
- 鐘がなるなる幸福寺（『別冊少女フレンド』1976年2月号）
- 星のタロベエ（『別冊少女フレンド』1976年7月号）
- ジャンケンポンあいこでしょ!?（『ラブリーフレンド』1976年9月号）
- 16さいのパパ志願（『別冊少女フレンド』1977年10月号）
- わたしのマロの死んだ日は…（ポエム）（『ラブリーフレンド』1977年11月号）
- ジーナの青い鳥（『マイフレンド』1976年冬の号）
- ぼくのかわいいおサルさん（『別冊少女レンド』1979年5月号）
- 雨あがり（『ハローフレンド』1980年7月号）
- まぶしいまなざし（『ラブリーフレンド』1980年7月号）
- いじっぱりラブストーリー（『ラブリーフレンド』1980年8月号）
- しあわせがみえますか（『別冊少女フレンド』1980年11月号）
- しあわせオモチャ箱（『ラブリーフレンド』1981年1月号）
- フォーティーン（『なかよしデラックス』1982年9月号 - 1983年4月号）
- 天使たちのララバイ（『なかよしデラックス』1984年6月号・7月号）
- ピッタンコゲーム（『mimi Excellent』1992年2月7日号）
- 未婚て罪ですか?（『Kiss』1994年1号）
- 2人で生きる（『BE・LOVE』2024年5月号[10]）
- ハッピー！ハッピー♪リタイア（『BE・LOVE』2024年12月号[11]）

## テレビドラマ
- ハッピー!愛と感動の物語
  - 1999年4月14日〜1999年6月23日（全11話）
  - キャスト：湊香織（高岡早紀）、湊昇（豊原功補）、高野功（高橋英樹）、吉井ちか（上脇結友）
- ハッピー!2
  - 2000年7月19日〜2000年9月20日（全10話）
  - キャスト：湊香織（高岡早紀）、湊昇（加勢大周）、高野功（高橋英樹）、吉井ちか（遠藤久美子）